# Аммиан Марцеллин
Аммиа́н Марцелли́н (лат. Ammianus Marcellinus; около 330, Антиохия, Римская империя — после 395, вероятно, Рим) — древнеримский историк. Участвовал в войнах Рима с персами в середине IV века, также служил в западной части Империи. По происхождению сирийский грек, однако своё единственное произведение, «Деяния» (лат. Res gestae), написал на латыни. Это произведение также известно под названием «История» или «Римская история».

## Биография
Подобно многим другим авторам античной эпохи, Аммиан Марцеллин оставил о себе достаточно скудную информацию, содержащуюся в его единственном дошедшем до нас сочинении. Другими источниками, из которых можно извлечь сведения о жизни и творчестве Аммиана, являются письма двух его современников — известного греческого ритора Либания и римского общественного деятеля и оратора Квинта Аврелия Симмаха.

### Происхождение
Дата рождения Аммиана Марцеллина точно не установлена. Исследователи выводят её косвенным путём и при этом, естественно, весьма приблизительно. Самая ранняя дата рождения Аммиана, встречающаяся в литературе, — 325 год. Наиболее поздним вероятным годом рождения Аммиана Марцеллина считается 335 год. Ряд авторов приводит дату 332 или 333 год. Иногда вместо конкретной даты указывается какой-либо период: например, с 325 по 330 год или с 327 по 334 год. В большинстве же работ, затрагивающих данную проблему, используется средняя дата — 330 год.
Наиболее важна для определения даты рождения Аммиана его фраза, в которой он говорит о себе и своих товарищах, посланных с магистром конницы Урсицином на Восток: «Старшие из нашей группы получили повышение по службе и были назначены на командные должности в армии; нам же, младшим, было приказано следовать за ним [Урсицином] для выполнения различных поручений, которые он на нас возложит» (provectis e consortio nostro ad regendos milites natu maioribus, adulescentes eum sequi iubemur, quicquid pro re publica mandaverit impleturi). Из современных Аммиану Марцеллину источников следует, что словом «adulescens» римляне в IV веке н. э. обозначали молодых людей в возрасте около 20 лет. Так, Евтропий пишет о юном Гнее Помпее, которому был 21 год (quem adulescentem Sulla atque annos unum et viginti natum cognita eius industria exercitibus praefecerat), и об Октавиане, который был «юношей 18 лет от роду» (adulescens annos X et VIII natus). Таким образом, Аммиан, указывая, что в 357 году он был «adulescens», даёт основание отнести дату его рождения к середине — второй половине 330-х годов.
Следует отметить ещё одну деталь, связанную с происхождением Аммиана Марцеллина. Хотя его сочинение написано на латинском языке, всё же он был греком, о чём сам неоднократно упоминает на страницах «Деяний». Хотя Аммиан по своему происхождению являлся греком, его следует признать настоящим римским патриотом, сторонником усиления могущества империи во всех его проявлениях и формах любой ценой (даже путём поголовного и беспощадного уничтожения враждебных народов).
Судя по всему, предки Аммиана Марцеллина были выходцами из малоазийской этнической среды, поскольку антропоним «Аммиан» является теоморфным, происходящим от имени богини-матери Аммы, культ которой был распространён в Анатолии (особенно во Фригии), с добавлением латинского суффикса -an-, часто используемого для образования имён в латинской антропонимике. Таким образом, этимология имени «Аммиан» указывает на то, что автор «Деяний» был потомком коренного эллинизированного населения Малой Азии.

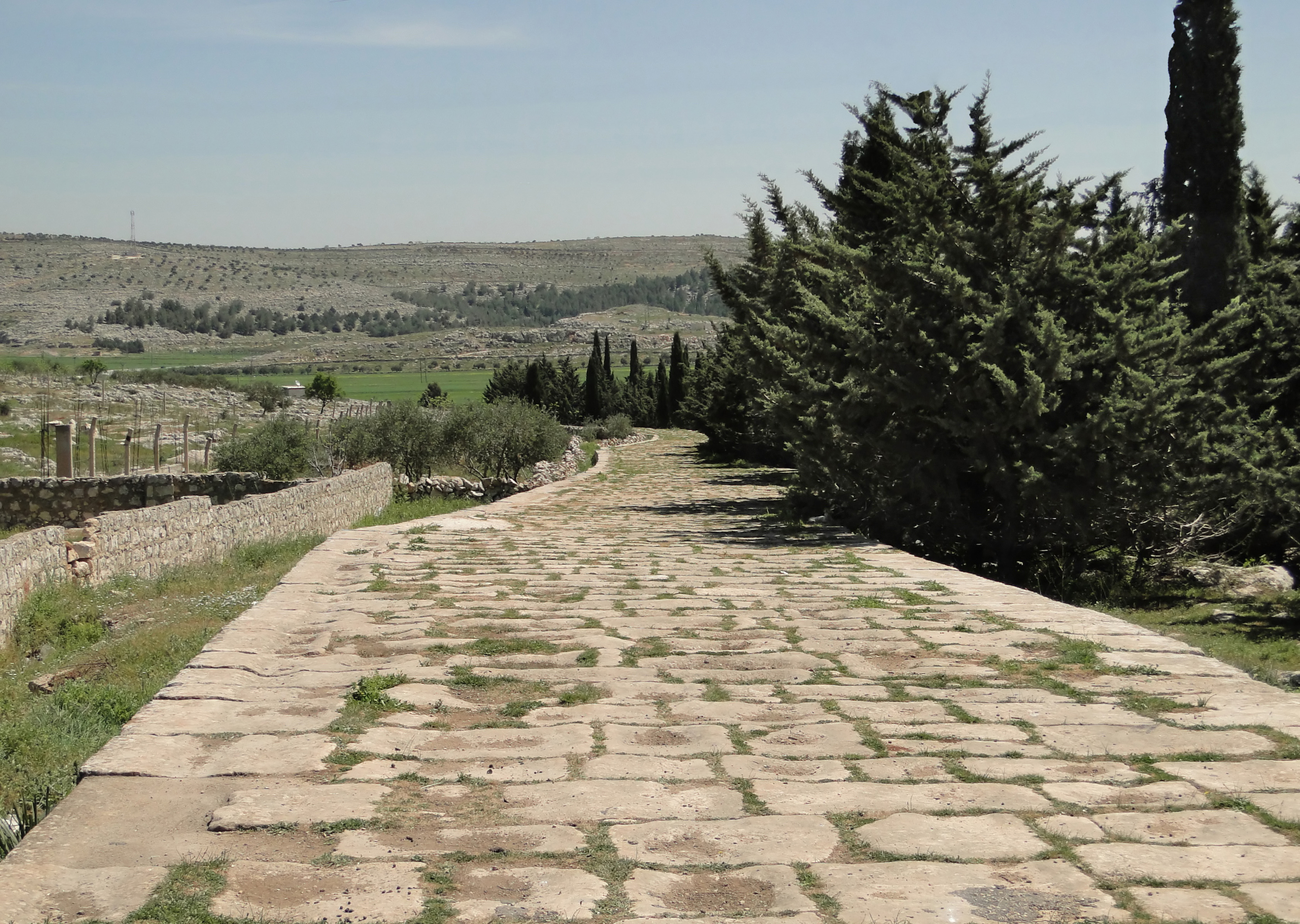
Древняя римская дорога в Сирии, связывавшая Антиохию с Халкидой

Местом рождения Аммиана Марцеллина, как следует из упомянутого выше письма Либания, являлась Антиохия Сирийская — один из крупнейших городов римского Востока и важный торгово-ремесленный центр. Какой-то дополнительной информацией о детских и юношеских годах Аммиана мы не располагаем. Ясно лишь, что он был представителем провинциальной аристократии, так как сам себя называл «insuetus ingenuus». Об аристократическом происхождении Аммиана говорит и его презрительное отношение к популярным в Риме «незнатным и никому неизвестным проходимцам» (subditicios ignobiles et obscuros), а также явно имеющие автобиографический характер жалобы на отсутствие в Риме достойного уважения к «новому человеку благородного сословия» (honestus advena). Именно по причине своего благородного происхождения Аммиан Марцеллин смог получить хорошее образование, что и позволило ему в будущем стать выдающимся писателем-историком.

### Служба в армии
В 354 году Аммиан уже являлся одним из протекторов-доместиков (лат. protector domesticus). Протекторы составляли элиту позднеримской армии и были приближены к императору. Это, во-первых, позволило Аммиану быть в курсе всех важнейших государственных дел и, во-вторых, получить отличную военную подготовку и прекрасно разбираться в военном деле. За год до этого, в 353 году, он по указанию императора Констанция II был прикомандирован к магистру конницы Урсицину, вызванному из Нисибиса и направленному в Антиохию для расследования обстоятельств, связанных с делом о возможной государственной измене. С этого момента судьба Аммиана на несколько лет оказалась тесно связанной с Урсицином, а через последнего — и с важными событиями в истории Римской империи.

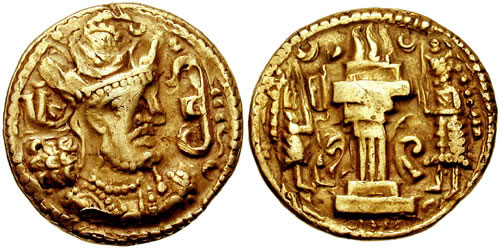
Изображение Шапура II на золотой монете

С 353 по 359 год Аммиан Марцеллин в составе свиты Урсицина находился сначала в Антиохии, а затем в западной части Империи — в Италии и Галлии. В 357 году Аммиан вместе с Урсицином возвращается на Восток. Здесь их настигло известие о начале похода Шапура II против Рима. Аммиану было поручено важное и довольно опасное разведывательное задание: используя своё знакомство с сатрапом Кордуэны Иовинианом («Он втайне был на нашей стороне» — пишет о нём Аммиан), Аммиан должен был раздобыть точные сведения о том, что предпринималось со стороны персидской армии. Дальнейшее участие Аммиана Марцеллина в кампании 359 года заключалось в его присутствии в римской крепости Амида, осаждённой персидскими войсками. Как следует из слов самого Аммиана, он был одним из организаторов обороны.

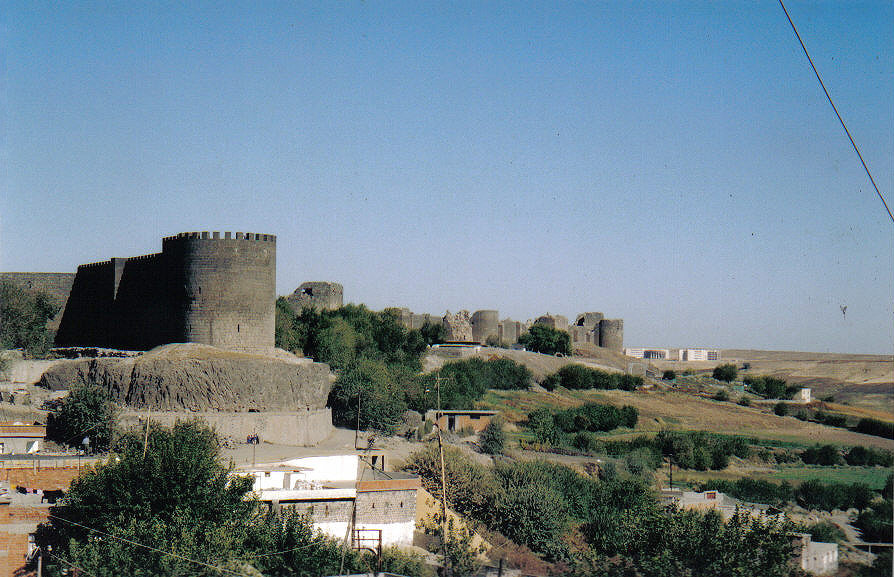
Крепостные укрепления Амиды, построенные Констанцием II незадолго до осады Амиды 359 года

С крепостных стен он неоднократно наблюдал появление у городских укреплений некоторых командиров вражеского войска, в том числе хионитского царя, его сына, а также самого Шапура Великого, что дало ему возможность достаточно подробно описать их внешний облик.
Во время взятия Амиды персами Аммиану чудом удалось спастись, и он, преодолев ряд трудностей и опасностей, добрался до Мелитены, где в это время находился и Урсицин. Таким образом, Аммиан воссоединился со свитой своего командира и уже вместе с нею прибыл в родную Антиохию.
Где жил и чем занимался Аммиан после завершения кампании 359 года, точно неизвестно, и сам он об этом умалчивает. По мнению известного исследователя творчества Аммиана Марцеллина Э. Томпсона, все эти годы будущий историк находился в одном из римских пограничных гарнизонов в Северной Месопотамии, на территории которой продолжались боевые действия.

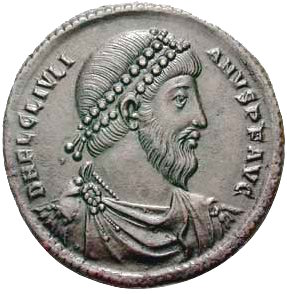
Изображение Юлиана Отступника на бронзовой монете

В 363 году император Юлиан предпринимает новую военную акцию — поход за Евфрат, в котором участвовал и Аммиан Марцеллин. Сам историк, в отличие от похода 359 года, практически ничего не говорит о своей роли в описываемых событиях; соответственно, о том, что происходило непосредственно с Аммианом во время кампании 363 года, ничего конкретного сказать невозможно. Ясно лишь, что он находился в составе боевых частей римской армии и принимал непосредственное участие в событиях, о которых рассказывает. Можно сделать вывод, что в составе римского войска Аммиан побывал в западных (пограничных с империей) районах Персии, пройдя значительный отрезок долины Евфрата (от впадения в него реки Аборы до канала, соединяющего Тигр и Евфрат в районе Ктесифона) и достаточно длинный путь по левому берегу Тигра (в северном направлении от Ктесифона). Возможно, Аммиан лично присутствовал в палатке Юлиана в последние часы жизни императора.
В то же время, ряд современных исследователей полагает, что Марцеллин не являлся свидетелем всех событий Персидского похода. Описание им боевых действий в Месопотамии летом 363 года являлось информационной «операцией прикрытия», целью которой являлось сокрытие факта военного и морально-психологического разгрома римской армии, и преуменьшение масштаба потерь.

### Частная жизнь
После персидского похода Юлиана Аммиан Марцеллин, скорее всего, покинул военную службу и вёл частную жизнь. Известно о его путешествии по Египту, во время которого он посетил Александрию и Фивы, Пелопоннесу, где историк смог наблюдать последствия разрушительного землетрясения, произошедшего, по его словам, за двенадцать дней до августовских календ в первый год консульства Валентиниана и Валента, то есть 21 июля 364 года, Фракии, где Аммиан побывал на месте сражения между римлянами и вестготами под Салицием, произошедшего незадолго до битвы при Адрианополе. Определённо можно сказать, что в 371 году Аммиан Марцеллин находился в Антиохии, где ему пришлось пережить настоящую волну террора, захлестнувшую римский Восток при императоре Валенте.
Следующий, и последний период жизни Аммиана связан с городом Римом. Дата переезда историка из Антиохии в Рим также точно не известна. Во всяком случае, в 383 году он уже был в Риме и подвергся репрессиям, направленным против иностранцев, во время голода, имевшего место в том же году. О непростой судьбе Аммиана в начальный период проживания в Риме говорят его острые выпады против римской аристократии, с презрением и крайним высокомерием отнёсшейся к хотя и весьма образованному, но всё же — чужаку-иноземцу и провинциалу, каковым являлся в их глазах Аммиан Марцеллин.
Вероятно, в начале 390-х годов, живя уже в Риме, Аммиан Марцеллин уже написал значительную часть своего труда. Дата полного завершения работы над «Деяниями», как и год смерти историка, точно не установлена. Если первую из них можно попытаться вывести, исходя из ряда указаний автора на некоторые события, то о последней можно только догадываться. Так, судя по некоторым данным, содержащимся в «Деяниях», книга XXIX была написана не ранее 394—395 годов и не позднее 397 года. Следовательно, книги XXX и XXXI были написаны вскоре после 397 года, то есть либо в самом конце IV, либо в самом начале V века. Этим же временем — рубежом IV—V веков — можно датировать и смерть Аммиана Марцеллина.

## Сочинение Аммиана Марцеллина

### Название
В исторической науке оно так и не нашло общепризнанного названия. Чаще всего и, видимо, правильнее всего труд Аммиана называют «Деяния» (лат. Res gestae, иногда переводится как «История»). Существует также более полное и точное название — «Деяния в тридцати одной книге» (Rerum gestarum libri XXXI). Это название (Rerum gestarum libri) употребил по отношению к сочинению Аммиана Марцеллина раннесредневековый римский ритор из Цезареи Мавретанской начала VI века Присциан в своих «Грамматических наставлениях», и оно стало господствующим. В то же время при переводах работы Аммиана на европейские языки её название, как правило, изменялось. Так, в немецких переводах «Деяния» получили название «Римская история» (Römische Geschichte); при переводе труда Аммиана на французский и итальянский языки он стал называться соответственно «Histoire» и «Storia», то есть просто «История», как и в русском переводе.

### Структура
Первоначально «Деяния» состояли из тридцати одной книги и охватывали период с 96 по 378 год: от прихода к власти императора Нервы (96—98) до смерти Валента в 378 году. Однако до нас дошли только последние 18 книг «Деяний» (XIV—XXXI), в которых описываются события 353—378 годов, от подавления восстания Магненция до битвы при Адрианополе.
В целом структура, хронологические рамки и содержание сохранившихся книг выглядят следующим образом:
- Книга XIV (353—354 гг.)

1. Свирепость Цезаря Галла.
2. Набеги исаврийцев.
3. Неудавшийся замысел персов.
4. Вторжения сарацин и их нравы.
5. Казни приверженцев Магненция.
6. Пороки сената и народа Рима.
7. Жестокость и свирепость Цезаря Галла.
8. Описание провинций Востока.
9. О Цезаре Констанции Галле.
10. Август Констанций дарует мир аламаннам по их просьбе.
11. Август Констанций вызывает Цезаря Констанция Галла и карает его смертью.

- Книга XV (354—355 гг.)

1. О смерти Цезаря Галла сообщается императору.
2. Возбуждается обвинение в оскорблении величества против Урзицина, магистра конницы на Востоке, Юлиана, брата Цезаря Галла, и Горгония, препозита спальни Цезаря.
3. Наказание друзей Цезаря Галла и его слуг.
4. Аламаннское племя лентиензы перебиты или обращены в бегство Августом Констанцием.
5. Франк Сильван, магистр пехоты в Галлии, провозглашается Августом в Колонии и на 28-й день власти коварным образом устраняется.
6. Друзья и соучастники Сильвана предаются казни.
7. Подавление бунтов римского народа Леонтием, префектом Рима. Смещение с кафедры епископа Либерия.
8. Юлиан, брат Галла, возведен Августом Констанцием, его дядей по отцу, в сан Цезаря и поставлен во главе Галлии.
9. О происхождении галлов; откуда идут названия кельтов и галатов; об их учёных.
10. О галликанских Альпах и о различных через них проходах.
11. Краткий обзор территории Галлии. Течение Родана.
12. О нравах галлов.
13. О Музониане, префекте претория Востока.

- Книга XVI (356—357 гг.)

1. Похвала Цезарю Юлиану.
2. Цезарь Юлиан нападает на аламаннов, разбивает их, берёт в плен и обращает в бегство.
3. Юлиан отбивает у франков взятую ими Колонию и заключает там мир с франкскими царями.
4. В городе Сенонах Юлиан осажден аламаннами.
5. Доблести Цезаря Юлиана.
6. Привлечение к суду и освобождение консуляра Арбециона.
7. Препозит опочивальни Цезаря Юлиана, Евтерий, защищает его перед императором против Марцелла. Похвала Евтерию.
8. Доносы и клевета на главной квартире Августа Констанция; корыстолюбие придворных.
9. Переговоры о мире с персами.
10. Август Констанций вступает с войсками и якобы с триумфом в город Рим.
11. Цезарь Юлиан нападает на франков на островах Рейна, куда они укрылись, и отстраивает против них Три Таберны.
12. Цезарь Юлиан нападает на семь аламаннских царей, притеснявших Галлию и разбивает варваров под Аргенторатом.

- Книга XVII (357—358 гг.)

1. Цезарь Юлиан, перейдя Рейн, предаёт грабежу и огню селения аламаннов, восстанавливает там укрепления Траяна и предоставляет варварам перемирие на десять месяцев.
2. Юлиан осаждает франков, опустошавших Вторую Германию, и вынуждает их к сдаче голодом.
3. Старания Юлиана облегчить положение галлов, подавленных податями.
4. По приказу Августа Констанция в Риме в Большом Цирке воздвигается обелиск; об египетских обелисках и иероглифических знаках.
5. Август Констанций и царь персидский Сапор безуспешно ведут переписку и посылают посольства о мире.
6. Ютунги, аламанское племя, разбиты и обращены в бегство римлянами в Реции, где они производили опустошения.
7. Разрушение Никомедии землетрясением и о том, сколько есть видов землетрясений.
8. Цезарь Юлиан принимает в подданство франкское племя салиев; разбивает одних из хамавов, а других берёт в плен, остальным предоставляет мир.
9. Он восстанавливает три укрепления на Мозе, разрушенные варварами, и подвергается оскорблениям и угрозам со стороны солдат, терпящих голод.
10. Цари аламаннов Суомарий и Гортарий после выдачи пленных получают от Цезаря Юлиана мир.
11. Цезарь Юлиан, после удачных действий в Галлии, подвергается осмеянию во дворце Августа Констанция своими завистниками; его называют вялым и робким.
12. Август Констанций принуждает к выдаче заложников и возвращению пленных сарматов — некогда господ, а теперь изгнанников, и квадов, опустошавших Паннонию и Мезию; он ставит царя сарматам-изгнанникам, возвратив им свободу и жилища предков.
13. Август Констанций вынуждает пограничных сарматов-рабов, произведя большое избиение их, выселиться из своих пределов и обращается с речью к солдатам.
14. Римское посольство о мире, не достигнув цели, возвращается из Персии, так как Сапор требует назад Месопотамию и Армению.

- Книга XVIII (359 г.)

1. Цезарь Юлиан принимает меры в интересах галлов и заботится о том, чтобы все повсеместно соблюдали закон.
2. Он восстанавливает стены взятых им крепостей на Рейне и опустошив враждебную часть Аламаннии, заставляет пять аламаннских царей просить мира и выдать пленных.
3. За что отрублены были головы по приказу Августа Констанция магистру пехоты Барбациону и его жене.
4. Царь персидский Сапор собирается всеми силами напасть на римлян.
5. Протектор Антонин бежит со всем своим семейством к Сапору и подстрекает его к войне с римлянами, которую тот собирался начать и сам.
6. Магистр пехоты Урзицин, будучи отозван с Востока и доехав до Фракии, отправлен назад в Месопотамию. Вернувшись, Урзицин через Марцеллина узнаёт о приближении Сапора.
7. Сапор вступает в Месопотамию вместе с царями хионитов и албанов. Римляне сами поджигают свои поля, сгоняют крестьян в города и укрепляют правый берег Евфрата крепостями и фортами.
8. Семьсот иллирийских всадников, захваченные врасплох, обращены персами в бегство. От персов ускользают в одном месте Урзицин, в другом Марцеллин.
9. Описание Амиды и число находившихся там в ту пору в гарнизоне легионов и турм.
10. Сапору сдаются два римских укрепления.

- Книга XIX (359 г.)

1. На попытку Сапора склонить к сдаче гарнизон Амиды, ему отвечают стрелами и черепицами; во время такой же попытки царя Грумбата убивают его сына.
2. Сапор осаждает Амиду и в течение двух дней подвергает её дважды штурму.
3. Урзицин делает безуспешную попытку ночью прийти на помощь осаждённым, встретив сопротивление со стороны магистра армии Сабиниана.
4. Появившееся в Амиде моровое поветрие прекращается на десятый день благодаря небольшому дождю. О причинах и видах моровой язвы.
5. По указаниям перебежчика осада Амиды ведется как с помощью штурма, так и через подземный ход.
6. Вылазка галликанских легионов, нанесшая большой урон персам.
7. Персы придвигают к стенам города башни и другие осадные сооружения; римляне предают их огню.
8. Возведя непосредственно близ стен высокие валы, персы штурмуют Амиду и вторгаются в крепость. После взятия города Марцеллин бежит ночью и направляется в Антиохию.
9. Одни командиры в Амиде преданы казни, другие заключены в оковы. Нисибиец Краугазий из любви к попавшей в плен жене переходит к персам.
10. Римская чернь, опасаясь недостатка хлеба, бунтует.
11. Сарматы-лимиганты притворно просят мира и нападают на императора; страшное их избиение.
12. Многие привлекаются к ответственности по обвинению в оскорблении величества и осуждаются.
13. Лавриций, комит исавров, прекращает их разбои.

- Книга XX (360 г.)

1. Магистр армии Лупицин послан с войском в Британию для отражения вторжений скоттов и пиктов.
2. Магистр пехоты при особе императора Урзицин уволен в отставку вследствие интриг клеветников.
3. Затмение Солнца и о двух Солнцах. Причины затмений Солнца и Луны. О разных изменениях Луны и её фазах.
4. Галльские солдаты, которых Констанций приказал забрать у Цезаря Юлиана и перевести на Восток против персов, насильно провозглашают Юлиана Августом в Лутеции Паризиев, где он имел свою зимнюю резиденцию.
5. Август Юлиан произносит речь перед солдатами.
6. Осада и взятие Сингары Сапором. Горожане, конные вспомогательные полки и два легиона, составлявшие гарнизон, уведены в Персию. Город разрушен.
7. Сапор завоевывает город Безабду, гарнизон которой составляли три легиона; он укрепляет её гарнизоном и снабжает провиантом. Тщетные попытки Сапора овладеть крепостью Вирта.
8. Август Юлиан извещает письмом Августа Констанция о совершившемся в Лутеции.
9. Август Констанций повелевает Юлиану довольствоваться титулом Цезаря, но галльские легионы единодушно отвергают это.
10. Август Юлиан, сделав неожиданный набег на франков-аттуариев, живших за Рейном, взял в плен и перебил много народа, а остальным предоставил мир, уступив их просьбам.
11. Август Констанций осаждает Безабду со всей своей армией и отступает, не достигнув успеха. О радуге.

- Книга XXI (360—361 гг.)

1. Август Юлиан празднует в городе Виенне пятилетие своего правления. О том, как он узнал, что Август Констанций скоро умрет. О различных способах узнавать будущее.
2. Август Юлиан в Виенне выдаёт себя за христианина, ради привлечения на свою сторону народной массы и в праздничный день молится Богу в церкви среди христиан.
3. Царь аламаннов Вадомарий, нарушив договор, опустошает с помощью высланных отрядов границы империи. Убийство комита Либинона и нескольких наших воинов.
4. Август Юлиан, перехватив письмо Вадомария к Августу Констанцию, организовал захват его на пиру. Перебив одних аламаннов, а других приняв в подданство, он заключил с остальными мирный договор.
5. Август Юлиан произносит речь перед своими солдатами и приводит их всех к присяге на своё имя, собираясь начать войну с Августом Констанцием.
6. Август Констанций женится на Фаустине. Он пополняет новыми контингентами своё войско, привлекает на свою сторону дарами царей Армении и Иберии.
7. Август Констанций, находясь тогда в Антиохии, удерживает под своей властью Африку через нотария Гауденция. Перейдя через Евфрат, он направляется с войками в Эдессу.
8. Август Юлиан, устроив дела в Галлии, направляется к берегу Дуная и посылает вперед части своих сил через Италию и Рэцию.
9. Консулы Тавр и Флоренций, они же префекты претория, первый в Иллирике, второй — в Италии, бегут при приближении Августа Юлиана. Захват магистра конницы Луциллиана, который собирался дать отпор Юлиану.
10. Август Юлиан принимает под свою власть Сирмий, столицу западного Иллирика, вместе с его гарнизоном и посылает в сенат письмо, направленное против Констанция.
11. Два легиона Констанция, которые перешли к Августу Юлиану в Сирмии, будучи посланы им в Галлию, захватывают Аквилею с согласия горожан и запирают ворота перед войсками Юлиана.
12. Осада Аквилеи, ставшей на сторону Констанция. Когда позднее стало известно о смерти Констанция, Аквилея сдалась Юлиану.
13. Сапор отводит домой свои войска, так как предзнаменования говорили против войны. Август Констанций держит в Гиераполе речи перед своими солдатами, собираясь начать поход против Юлиана.
14. Предсказания смерти Августа Констанция.
15. Смерть Августа Констанция в Мобсукренах в Киликии.
16. Хорошие и дурные качества Августа Констанция.

- Книга XXII (361—362 гг.)

1. Август Юлиан из страха перед Августом Констанцием делает остановку в Дакии и тайно совещается с гаруспиками и авгурами.
2. Узнав о смерти Констанция, Юлиан проходит через Фракию, вступает в Константинополь и без битвы овладевает всей Римской империей.
3. Осуждение некоторых приверженцев Констанция, одних по заслугам, других — вопреки справедливости.
4. Август Юлиан прогоняет из дворца всех евнухов, брадобреев и поваров. О пороках придворных евнухов и падении военной дисциплины.
5. Август Юлиан открыто и свободно исповедует почитание богов, которое раньше скрывал, и возбуждает раздоры между христианскими епископами.
6. При помощи какой хитрости он заставил удалиться домой множество сутяжников из Египта, которые ему наскучили.
7. Юлиан часто отправляет правосудие в курии в Константинополе. К нему являются различные посольства чужеземцев.
8. Описание провинций Фракии, а также областей и народов, живущих около Понта.
9. Август Юлиан укрепляет Константинополь сооружениями и направляется в Антиохию; по пути он отпускает деньги никомедийцам на восстановление города из развалин, в Анкире находит время для участия в судебных процессах.
10. Во время зимовки в Антиохии Юлиан издаёт законы и никого не притесняет из-за религии.
11. Язычники волокут по улицам епископа александрийского Георгия вместе с двумя другими лицами, разрывают его на куски и сжигают безнаказанно его останки.
12. Юлиан готовит поход в Персию и, с целью заранее знать исход, обращается к оракулам, приносит несчетное число жертв, всецело отдавшись гаруспицине и авгуриям.
13. Пожар храма Дафнейского Аполлона Август Юлиан неправильно вменяет в вину христианам и приказывает закрыть главную церковь в Антиохии.
14. Август Юлиан совершает поклонение и приносит жертву Юпитеру на горе Касии. Почему он рассердился на антиохийцев и написал «Мисопогон».
15. Описание Египта; о Ниле, крокодиле, ибисе и пирамидах.
16. О пяти провинциях Египта и о знаменитых городах, в них расположенных.

- Книга XXIII (363 г.)

1. Август Юлиан делает тщетную попытку восстановить давно разрушенный храм в Иерусалиме.
2. Он приказывает царю Армении Арсаку готовиться к войне с персами и со своей армией и вспомогательными войсками скифов переходит через Евфрат.
3. Когда Август Юлиан проходил через Месопотамию, царьки сарацинских племен поднесли ему золотую корону и сами предложили вспомогательные отряды. Римский флот из тысячи ста судов приводит в ужас Евфрат.
4. Описание стенобитных машин: баллисты, скорпиона или онагра, тарана, гелеполия и огненосных снарядов.
5. Август Юлиан переходит по наводному мосту реку Абору у Цирцезия со всеми своими войсками и держит речь перед солдатами.
6. Описание 18 важнейших провинций персидского царства, а также городов в каждой из них и обычаев населения.

- Книга XXIV (363 г.)

1. Юлиан вступает с армией в Ассирию, овладевает крепостью Анафа на Евфрате и предаёт её огню.
2. Император делает попытку овладеть некоторыми крепостями и городами, другие, покинутые жителями, предаёт пламени. Ему сдается Пирисабора, которую он разрушает огнём.
3. Август Юлиан обещает солдатам в случае успеха по сто денариев на человека и успокаивает сдержанной речью тех, которые негодовали на незначительность донатива.
4. Город Майозамальха взят приступом римлянами и разрушен.
5. Римляне берут крепость, неприступную по своему положению и весьма сильно укреплённую, и предают её пламени.
6. После битвы, в которой пало 2500 персов, при наших потерях в 70 человек, Юлиан награждает многих венками перед строем всей армии.
7. После того как императора отговорили от осады Ктесифона, он необдуманно приказывает сжечь все корабли и удаляется от реки.
8. Когда уже нельзя было ни навести мосты, ни соединиться с частью своих сил, император решает вернуться через Кордуэну.

- Книга XXV (363—364 гг.)

1. Римляне храбро отбивают персов, которые сделали на них нападение во время похода.
2. Армия страдает от недостатка хлеба и подножного корма. Юлиана устрашают знамения.
3. Когда император для отражения персов, напавших со всех сторон, бросился необдуманно без панциря в битву ему нанесена была рана копьём. Принесённый в палатку, он обратился с речью к стоявшим около него и, утолив жажду глотком холодной воды, скончался.
4. Доблести его и недостатки, сложение и осанка.
5. Императором избирают в спешке Иовиана, примицерия протекторов-доместиков.
6. Персы и сарацины тревожат частыми схватками римлян во время их спешного отступления, и римляне отражают неприятеля с большими потерями.
7. Голод и беспомощность римской армии побуждают Августа Иовиана заключить с Сапором вынужденный необходимостью, но весьма позорный мир, уступив ему пять областей с городами Нисибисом и Сингарой.
8. Перейдя через реку Тигр, римляне в течение долгого времени мужественно переносили полное отсутствие пищи и, наконец, достигли Месопотамии. Август Иовиан устраивает по мере возможности дела в Иллирике и Галлии.
9. Знатный перс Бинез принимает от Иовиана именем Сапора неприступный город Нисибис; жители были вынуждены покинуть родной город и переселиться в Амиду. Согласно мирному договору, персидские вельможи вступили во владение пятью областями с городом Сингарой и шестнадцатью крепостями.
10. Опасаясь волнений в государстве, Иовиан спешно проезжает через Сирию, Киликию, Каппадокию и Галатию. В Анкире он вступает в консульство совместно с сыном своим, младенцем Варронианом, и вскоре вслед затем внезапно умирает в городе Дадастане.

- Книга XXVI (364—366 гг.)

1. Трибуну второй схолы скутариев, Валентиниану, отсутствовавшему в Никее, вручается с общего согласия гражданских сановников и военных людей верховная власть. О високосном годе.
2. Когда Валентиниан, вызванный из Анкиры, поспешно прибыл в Никею, он был избран императором единодушными возгласами всех и, украшенный пурпурным облачением и диадемой и провозглашённый Августом, обратился с речью к армии.
3. О городской префектуре Апрониана в Риме.
4. Валентиниан назначает своего брата Валента в Никомедии трибуном конюшни, а потом в Константинополе в Гебдоме делает соправителем по верховной власти с согласия армии.
5. Императоры распределяют между собой комитов и военные части и вскоре после того вступают в первый консулат, один в Медиолане, другой в Константинополе. Аламанны опустошают Галлию. Прокопий на Востоке готовит государственный переворот.
6. Родина, род, характер и звания Прокопия; о том, что он скрывался при Иовиане и каким образом он был провозглашен императором в Константинополе.
7. Прокопий без кровопролития подчиняет себе фракийские области и обещаниями приводит к присяге на своё имя всадников и пехотинцев, проходивших через Фракию, а также присоединяет к себе иовиев и викторов, посланных против него Валентом, склонив их на свою сторону речью.
8. После освобождения от осады Никеи и Халкедона, Вифиния попадает под власть Прокопия, а затем и Геллеспонт, после взятия Кизика.
9. Прокопий, покинутый своими в Вифинии, Ликии и Фригии и выданный Валенту живым, казнен усечением головы.
10. Протектор Марцелл, его родственник, и многие из партии Прокопия подвергнуты смертной казни.

- Книга XXVII (367—368 гг.)

1. Аламанны, победив в бою римлян, убивают при этом комитов Хариеттона и Севериана.
2. Иовин, магистр конницы в Галлии, уничтожает две шайки аламаннов, напав на них врасплох; третий отряд варваров он разбивает в битве при Каталаунах, уничтожив при этом шесть тысяч врагов и изранив четыре.
3. О трёх префектах города Рима: Симмахе, Лампадии и Вивенции. Споры о римском епископате Дамаса и Урсина, бывшие при Вивенции.
4. Описание народов и шести провинций Фракии и знаменитых городов в каждой.
5. Август Валент предпринимает военные действия против готов, которые послали против него вспомогательный отряд Прокопию. Три года спустя он заключает с ними мир.
6. С согласия войска, Валентиниан нарекает Августом сына своего Грациана; облачив отрока в пурпур, он советует ему действовать мужественно и рекомендует его солдатам.
7. Раздражительность, суровость и свирепость Августа Валентиниана.
8. Пикты, аттакотты и скотты, убив дукса и комита, безнаказанно опустошают Британию; комит Феодосий разбил их и отнял у них добычу.
9. Племена мавров грабят Африку. Валент сдерживает разбои исавров. О городской префектуре Претекстата.
10. Август Валентиниан переходит Рейн и наносит поражение аламаннам, отступившим на крутые горы, в битве, сопровождавшейся потерями с обеих сторон; аламанны бежали.
11. О благородстве Проба, его средствах, добрых качествах и нравах.
12. Римляне и персы воюют из-за Армении и Иверии.

- Книга XXVIII (368—370 гг.)

1. Многие, даже сенаторы и женщины из сенаторских родов, привлечены в Риме к суду по обвинению в колдовстве, разврате и прелюбодеяниях и преданы смертной казни.
2. Август Валентиниан укрепляет весь берег Рейна со стороны Галлии фортами, крепостями и башнями. Аламанны избивают римлян, строивших укрепление за Рейном. Разбойники маратокупрены в Сирии, по приказанию Августа Валента, уничтожены вместе со своими детьми и поселением.
3. Феодосий восстанавливает города Британии, разрушенные варварами, отстраивает укрепления и отбирает назад провинцию этого острова, которая получила имя Валенции.
4. О префектуре в Риме Олибрия и Амнелия и о пороках сената и римского народа.
5. Саксы в Галлии, после заключения перемирия, завлечены римлянами в засаду. Валентиниан, дав формальное обещание бургундам соединить с ними свои войска, навел их на Аламаннию; будучи обмануты, они перебили всех пленных и вернулись домой.
6. Несчастья, причинённые австорианами провинции Триполис, лептинцам и эиензам. Комит Роман скрыл их от Валентиниана обманом и они остались неотмщенными.

- Книга XXIX (371—373 гг.)

1. Нотарий Феодор покушается на верховную власть. Обвинённый перед Валентом в Антиохии в преступлении оскорбления величества и уличённый, он казнен вместе со многими соучастниками.
2. На Востоке против многих людей возбуждается обвинение в колдовстве и после обвинительного приговора они подвергнуты казни удушением, одни заслуженно, другие вопреки справедливости.
3. Различные примеры свирепости Августа Валентиниана и его дикой жестокости, имевшие место в западной части империи.
4. Август Валентиниан, пройдя по мосту из судов через Рейн, не смог неожиданно захватить царя аламаннов Макриана по вине солдат.
5. Магистр конницы в Галлии Феодосий побеждает во многих битвах мавра Фирма, сына царя Нубела, который изменил Валентиниану, и, когда тот вынужден был наложить на себя руки, восстанавливает мир в Африке.
6. Квады, раздражённые бесчестным убийством своего царя Габиния, опустошают огнём и мечом Паннонии и Валерию, действуя вместе с сарматами; при этом были почти уничтожены два легиона. О городской префектуре Клавдия.

- Книга XXX (374—375 гг.)

1. Царь армянский Пара, вызванный Валентом и отданный в Тарс под видом почетной охраны под стражу, бежит с тремя сотнями своих земляков. Обманув стороживших дороги, он возвращается в своё царство на коне. Вскоре после этого его убивает на пиру командир Траян.
2. Посольства Августа Валента и персидского царя Сапора, споривших о царствах Армянском и Иверийском.
3. Август Валентиниан, опустошив несколько областей Аламаннии, имеет свидание с аламаннским царём Макрианом и заключает с ним мир.
4. Префект претория Модест отстраняет Валента от участия в судопроизводстве; о судебных речах, юристах и различных видах адвокатов.
5. Валентиниан, намереваясь начать военные действия против сарматов и квадов, опустошавших Паннонию, отправляется в Иллирик. Перейдя Дунай, он опустошает области квадов, предаёт огню поселки и истребляет варваров без различия возраста.
6. Валентиниан, разгневавшись во время ответа послам квадов, оправдывавшим своих земляков, умирает от удара.
7. Кто был его отец и что он совершил как государь.
8. Его свирепость, корыстолюбие, ненависть и боязливость.
9. Его доблести.
10. Валентиниан-младший, сын Валентиниана, объявлен Августом в лагере близ Брегециона.

- Книга XXXI (375—378 гг.)

1. Предзнаменования гибели Валента и поражения от готов.
2. О местожительстве и нравах гуннов, аланов и других племён азиатской Скифии.
3. Гунны присоединяют к себе оружием или по договору аланов-танаитов; они нападают на готов и изгоняют их из их земель.
4. Бо́льшая часть готов, по прозвищу тервинги, изгнанная из своих пределов, с разрешения Валента переправляется римлянами во Фракию, пообещав повиноваться и поставлять вспомогательные отряды. Гревтунги, другая часть готов, коварным образом переправляются через Истр на судах.
5. Тервинги, измученные голодом и отсутствием жизненных средств, подвергаясь к тому же всяким притеснениям, отпадают от Валента и наносят поражение Лупицину и его войскам.
6. Почему взбунтовались Сферид и Колия, готские старейшины, принятые раньше со своими людьми. Перебив адрианопольцев, они соединились с Фритигерном и приступили к разграблению Фракии.
7. Профутур, Траян и Рихомер сражаются с готами в нерешительном бою.
8. Готы, запертые в Гемимонте, а затем выпущенные римлянами, оскверняют Фракию грабежом, убийствами, насилиями и пожарами и убивают трибуна скутариев Барзимера.
9. Фригерид, полководец Грациана, разбивает князя Фарнобия с множеством готов и тайфалов; уцелевшим сохранена жизнь и предоставлены земли на реке Паде.
10. Лентиензы-аламанны разбиты в сражении полководцами Августа Грациана, при этом был убит царь Приарий. Когда они сдались и дали Грациану новобранцев для военной службы, им позволено было вернуться домой.
11. Себастиан, неожиданно напав на нагруженных добычей готов близ Берои, разбил их. Лишь немногие спаслись бегством. Август Грациан спешит к своему дяде Валенту, чтобы оказать ему помощь против готов.
12. Август Валент решил сразиться с готами до прибытия Грациана.
13. Готы, соединившись все вместе, то есть тервинги под начальством царя Фритигерна и гревтунги под командой вождей Алафея и Сафрака, сражаются в правильном бою с римлянами. Разбив конницу, они обращают в бегство пехоту, не имевшую прикрытия с флангов и скучившуюся, и наносят римлянам страшные потери. Валент был убит и нигде не разыскан.
14. Добрые качества и пороки Августа Валента.
15. Победители-готы осаждают Адрианополь, где Валент оставил свои сокровища и отличия императорского сана с префектом и придворным штатом. Перепробовав все способы взять город, готы отступают, не достигнув своей цели.
16. Готы, присоединив к себе за деньги полчища гуннов и аланов, тщетно пытаются взять Константинополь. Каким способом магистр Юлий за Тавром освободил от готов восточные провинции.

### Экскурсы
В целом Аммиан Марцеллин следует анналистической манере, излагая события в их хронологической последовательности. Однако, как типичный представитель античной историографии, при написании своего труда Аммиан придерживался веками складывавшихся традиций. Одной из них являлось введение в исторические произведения экскурсов — отступлений от основной темы повествования (в данном случае — политической истории Римского государства), подчинённых отдельному сюжету, значительных по объёму и посвящённых какому-либо вопросу, не относящемуся непосредственно к описываемым в «Деяниях» событиям.
Содержащиеся в «Деяниях» экскурсы условно можно разбить на следующие группы:
- географо-этнографические экскурсы — описания отдельных географических объектов, стран, регионов и народов: Бригантинского озера[66], Галлии[67], Амиды[68], Египта[69], провинций Востока[70], сарацин[71], Персии[72], Фракии и Понта[73], гуннов и аланов[74], а также нравов жителей города Рима[75].
- экскурсы естественнонаучного характера: о землетрясениях[76], о чуме[77], о солнечных и лунных затмениях[78], о радугах[79], о военных машинах[80], о происхождении жемчуга[81], о високосном годе[82].
- религиозно-философские экскурсы: о судьбе[83], о способах предсказания будущего[84], о магах[85].
- биографические экскурсы — посвящённые личностям римских императоров: Цезаря Галла[86], Констанция II[87], Юлиана Отступника[88], Иовиана[89], Валентиниана I[90], Валента[91].

Некоторые содержащиеся в «Деяниях» крупные экскурсы могут включать в себя несколько более мелких; так, например, в экскурсе, посвящённом Персии, можно выделить следующие экскурсы:
- об истории Персии[93];
- о ядовитых подземных испарениях[94];

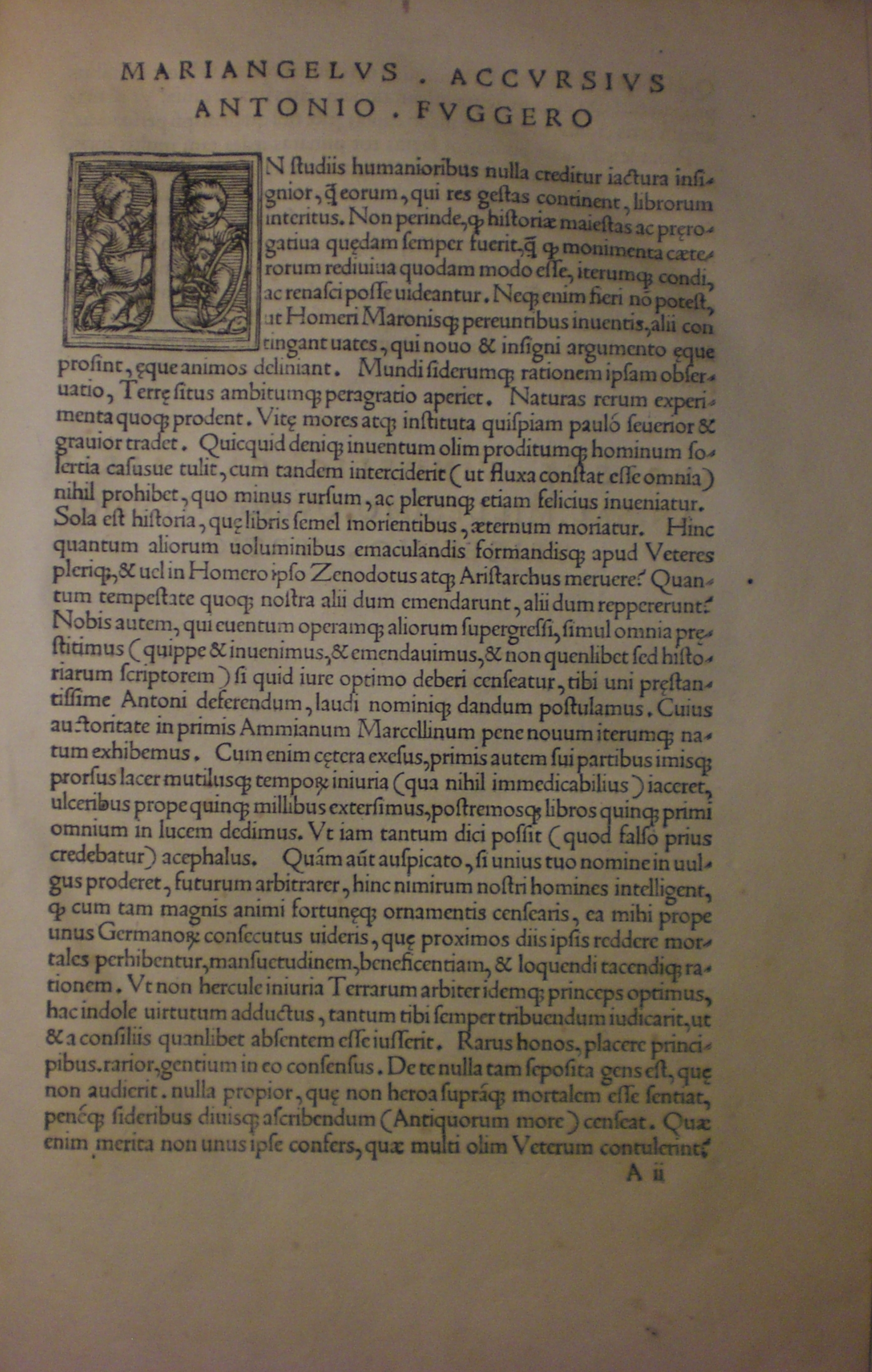
Третья страница «Деяний» издания Аккурзия (Аугсбург, 1533 год). На странице — посвящение аугсбургскому купцу Антону Фуггеру.

- о взятии Селевкии войсками Луция Вера[95];
- о магах[85];
- о «мидийском масле»[96];
- о серах[97];
- о быте и нравах жителей Персии[98].

### Речи и письма
Следуя традиции, Аммиан включает в текст речи персонажей и письма, но их число невелико (в сохранившейся части 3 письма и 12 речей). Это переписка между персидским царём Шапуром II и императором Констанцием, а также письмо Юлиана к Констанцию. Четыре речи в сохранившейся части сочинения произносит Констанций, шесть — Юлиан, и две — Валентиниан.

### Литературный стиль Аммиана Марцеллина
Язык «Деяний» отличается чрезвычайной витиеватостью, риторичностью и выдержан в духе так называемого азианского красноречия, весьма популярного в античной литературе IV века н. э. (в таком же стиле выдержаны, например, сочинения Юлиана Отступника). Следует также иметь в виду, что своё произведение Аммиан Марцеллин писал не для читателей, а для слушателей, и потому подобные риторические «излишества» имели своей целью угодить вкусам публики, что, как следует из упомянутого выше письма Либания, Аммиану удалось. В силу этих обстоятельств чтение сочинения Аммиана Марцеллина в оригинале, а тем более его перевод сопряжены со значительными трудностями, и зачастую не совсем понятно, что именно хочет сказать автор в том или ином случае. В энциклопедическом словаре Фридриха Любкера язык Аммиана охарактеризован как «пытка для читателя». Кроме того, латинский язык окончательно так и не стал для Аммиана Марцеллина родным, в связи с чем в «Деяниях» содержится много грецизмов, а также грамматических и синтаксических конструкций, несвойственных для классического латинского языка, что ещё более затрудняет восприятие и изучение «Деяний» как литературно-исторического произведения.
Известно также, что в Риме Аммиан публично читал своё сочинение, причём, по всей видимости, реакция была далеко не однозначной. Так, Либаний в одном из своих писем отмечает, что Аммиан Марцеллин имел среди публики определённый успех. В то же время сам автор говорит о критиках своего исторического сочинения (examinatores contexendi operis), недовольных отсутствием в нём важных, по их мнению, но на самом деле — абсолютно незначительных деталей. Чуть ниже Аммиан добавляет, что, несмотря на это, он не собирается придавать значения «невежеству простаков» (inscitia vulgari).

### Рукописи «Деяний» и научные издания

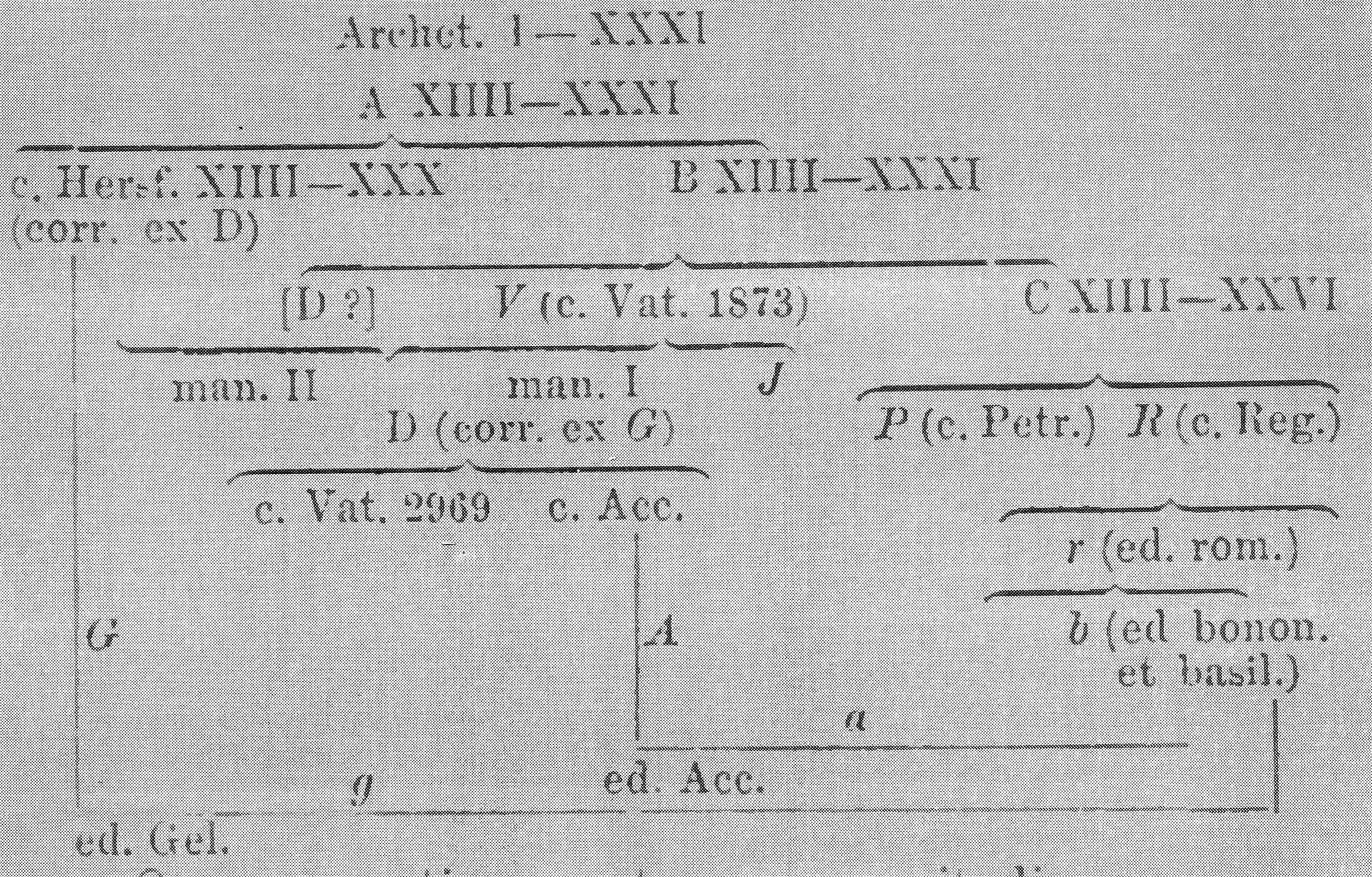
Схема взаимосвязей между рукописями и ранними изданиями «Деяний» (по В. Гардтхаузену)

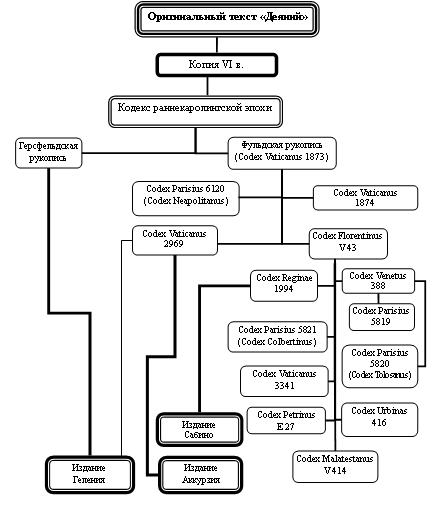
Схема взаимосвязей между рукописями и ранними изданиями «Деяний» (по Ч. Кларку)